# Liste der Kulturdenkmäler in Nauborn
Die folgende Liste enthält die in der Denkmaltopographie ausgewiesenen Kulturdenkmäler auf dem Gebiet des Ortsteils Nauborn der  Stadt Wetzlar, Lahn-Dill-Kreis, Hessen.
Hinweis: Die Reihenfolge der Denkmäler in dieser Liste orientiert sich an der Anschrift, alternativ ist sie auch nach der Bezeichnung, der vom Landesamt für Denkmalpflege vergebenen Nummer oder der Bauzeit sortierbar.
Kulturdenkmäler werden fortlaufend im Denkmalverzeichnis des Landes Hessen durch das Landesamt für Denkmalpflege Hessen auf Basis des Hessischen Denkmalschutzgesetzes (HDSchG) geführt. Die Schutzwürdigkeit eines Kulturdenkmals hängt nicht von der Eintragung in das Denkmalverzeichnis des Landes Hessen oder der Veröffentlichung in der Denkmaltopographie ab.

| Bild                                        | Bezeichnung                                 | Lage                                                                       | Beschreibung                                        | Bauzeit                                        | Objekt-Nr. |
| ------------------------------------------- | ------------------------------------------- | -------------------------------------------------------------------------- | --------------------------------------------------- | ---------------------------------------------- | ---------- |
|                                             |                                             | Am Steg 2 LageFlur: 13, Flurstück: 78                                      |                                                     |                                                | 29861 DDB  |
|                                             |                                             | Eulenflug 1 LageFlur: 14, Flurstück: 37/1                                  |                                                     |                                                | 25382 DDB  |
|                                             |                                             | Hofstatt 1 LageFlur: 14, Flurstück: 139                                    |                                                     |                                                | 25383 DDB  |
| Pfarrhaus und Pfarrgarten                   | Pfarrhaus und Pfarrgarten                   | Kirchgasse 3 LageFlur: 13, Flurstück: 5/1                                  |                                                     |                                                | 25384 DDB  |
| Evangelische Pfarrkirche, ehemals St. Maria | Evangelische Pfarrkirche, ehemals St. Maria | Kirchgasse 5 LageFlur: 13, Flurstück: 9                                    | romanische Saalkirche mit Haubendachreiter von 1768 | im Kern romanisch, im 17. Jahrhundert umgebaut | 25385 DDB  |
| Dickesmühle                                 | Dickesmühle                                 | Siebenmühlentalstraße LageFlur: 22, Flurstück: 72                          |                                                     |                                                | 25379 DDB  |
| Honigmühle                                  | Honigmühle                                  | Siebenmühlentalstraße LageFlur: 21, Flurstück: 2/4                         |                                                     |                                                | 25380 DDB  |
|                                             |                                             | Solmser Weg 5 LageFlur: 14, Flurstück: 135/1                               |                                                     |                                                | 25386 DDB  |
|                                             |                                             | Solmser Weg 7 LageFlur: 14, Flurstück: 136/2                               |                                                     |                                                | 25387 DDB  |
| weitere Bilder                              | Ruine der sogenannten Teutbirg-Basilika     | Stockwieser Seite LageFlur: 21, Flurstück: 1/5                             |                                                     |                                                | 25381 DDB  |
|                                             |                                             | Wetzlarer Straße 18 LageFlur: 13, Flurstück: 60                            |                                                     |                                                | 25388 DDB  |
| Grube Juno                                  | Grube Juno                                  | Wilhelm-Will-Straße (außerhalb der Ortslage) LageFlur: 4, Flurstück: 266/5 |                                                     |                                                | 25389 DDB  |